# Ne dao Bog većeg zla (2002.)
Ne dao Bog većeg zla je hrvatski film iz 2002. godine u režiji Snježane Tribuson, nastao prema istoimenom autobiografski inspiriranom romanu hrvatskog književnika Gorana Tribusona, koji je također autor scenarija.
Film prikazuje odrastanje dječaka, a kasnije i mladića Frule, u fiktiviziranoj verziji Bjelovara tijekom 1960-ih i 1970-ih godina. Kroz prizmu obiteljskih odnosa, prijateljstava, ljubavi i društvenih promjena, film evocira nostalgiju djetinjstva i mladosti u socijalističkoj Jugoslaviji. U priču su uklopljeni autobiografski elementi iz života autora i redateljice, oboje rođenih u Bjelovaru.
Sniman je na lokacijama u Bjelovaru i Samoboru, a premijerno je prikazan 20. srpnja 2002. na 49. Pulskom filmskom festivalu, gdje je film osvojio nagrade Zlatna arena za scenarij (Goran Tribuson), Zlatna arena za montažu (Marina Barac) i Zlatna arena za najbolju glavnu mušku ulogu (Ivo Gregurević)

## Uloge

### Glavne uloge
- Luka Dragić – Siniša "Frula"
- Mirjana Rogina – mama Nevenka
- Ivo Gregurević – tata Branko
- Goran Navojec – ujak Emil
- Semka Sokolović-Bertok – baka Ruža
- Bojan Navojec – Zumzo
- Borko Perić – Kompa
- Dora Fišter – Hana
- Hana Hegedušić – Cica
- Vesna Potelj – Biba
- Jelena Miholjević – Hedviga
- Ljubomir Kerekeš – Feliks
- Filip Ćurić – Siniša "Frula" (dječak, 11 g.)
- Katarina Fabičević – Biba (djevojčica, 6 g.)
- Simona Kostiha – Cica (djevojčica, 11 g.)
- Ozren Martinović – Zumzo (dječak, 11 g.)
- Iva Šoštarić – Hana (djevojčica, 11 g.)

### Gostujuće uloge
- Antonija Putić – konobarica
- Barbara Vicković – profesorica Kecman
- Bogdan Diklić – kinooperater Šolc
- Branko Meničanin – pekar #2
- Damir Lončar – Mađar Nemeth
- Danko Ljuština – profesor Opačić
- Dražen Kühn – drug Blažo Nekvinda
- Ecija Ojdanić – gospođa Flajpan
- Hrvoje Kečkeš – pekar #1
- Hrvoje Kovač – tehničar Štef
- Ivan Brkić – kartaš #1
- Krsto Krnić – Mendo
- Marija Škaričić – prodavačica
- Marinko Prga – kartaš #2
- Matija Topolovac – Žac
- Milan Štrljić – voditelj natjecanja
- Nada Klašterka – profesorica Fabković
- Predrag Vušović – kartaš #3
- Rakan Rushaidat – policajac #1
- Slavica Fila – Slavica
- Slavica Jukić – čistačica
- Sreten Mokrović – Zumzin otac
- Sunčana Zelenika Konjević – knjižničarka
- Tea Matanović – Hanina prijateljica
- Tena Jeić Gajski – medicinska sestra
- Tomislav Šoštarić – dežurni učenik
- Vera Zima – vlasnica streljane
- Vinko Brešan – udbaš
- Vinko Kraljević – brijač Ferenc
- Vinko Štefanac – policajac #2
- Zvonimir Zoričić – profesor Nižetić
- Majuška – pas Švrćo
- Vis "Masne lignje" – Vis "Gromovi pakla"

## Vanjske poveznice
- Službena stranica Maxima Filma
- Ne dao Bog većeg zla u internetskoj bazi filmova IMDb-a
- Hrvatski filmski arhiv: Popis hrvatskih dugometražnih filmova 1944. – 2006. Inačica izvorne stranice arhivirana 5. ožujka 2016. Pristupljeno 10. prosinca 2017. journal zahtijeva |journal= (pomoć)